# 上郡
上郡（じょう-ぐん）は、中国にかつて存在した郡。戦国時代から隋代にかけて、現在の陝西省に設置された。

## 先秦時代
戦国時代、魏文侯の時代（前446年-前396年）に設置された。前328年、魏は秦に対し上郡15県を献上し、以後秦国の版図とされた。

## 秦漢時代
前221年、秦が中国を統一すると全国に36郡を設置した際に上郡も設置され、県治は膚施県（現在の楡林市南部）とされた。
前206年、項羽による関中の三分割が行われた際、降伏した秦将の董翳を上郡において翟王に封じたことで上郡が消滅したが、翌年翟王が劉邦に降伏すると再び上郡が設置され并州の管轄とされた。
新朝が成立すると上郡は増山郡と改称されたが、後漢により間もなく上郡と改称された。このころになると羌の進入が相次ぎ111年（永初5年）には郡治は夏陽県、184年（中平元年）には洛陽県に遷され僑治とされた。213年（建安18年）、上郡は冀州に編入されているが漢朝の実効支配権は既に喪失しており、215年（建安20年）には上郡は廃止されている。
| 陽周県 | 陽周県 | 無     |
| 楡林県 | 無     | 無     |
| 高奴県 |        |        |
| 無     | 膚施県 | 膚施県 |
| 無     | 独楽県 | 無     |
| 無     | 木禾県 | 無     |
| 無     | 平都県 | 無     |
| 無     | 浅水県 | 無     |
| 無     | 京室県 | 無     |
| 無     | 洛都県 | 無     |
| 無     | 白土県 | 白土県 |
| 無     | 襄洛県 | 無     |
| 無     | 原都県 | 無     |
| 無     | 漆垣県 | 漆垣県 |
| 無     | 奢延県 | 無     |
| 無     | 雕陽県 | 無     |
| 無     | 雕陰県 | 雕陰県 |
| 無     | 推邪県 | 無     |
| 無     | 楨林県 | 楨林県 |
| 無     | 宜都県 | 無     |
| 無     | 亀茲県 | 亀茲県 |
| 無     | 高望県 | 無     |
| 無     | 望松県 | 無     |
| 無     | 無     | 定陽県 |
| 無     | 無     | 侯官県 |